# Минераль-де-Посос
Минераль-де-Посос (исп. Mineral de Pozos) — город в Мексике, штат Гуанахуато, входит в состав муниципалитета Сан-Луис-де-ла-Пас. Численность населения, по данным переписи 2010 года, составила 2629 человек.
16 февраля 2012 года получил статус волшебный городок Мексики.

## Общие сведения
Первое упоминание о поселении относится к 1576 году, когда в эти места пришли европейцы для евангелизации местного населения. В 1590 году в эти места прибыл Гонсало де Тапия, который основал церковь Святого короля Людовика.